# Kharkiv KhAI-1
Il Kharkiv KhAI-1 (in russo Харьков ХАИ-1?) era un aereo di linea prodotto in Unione Sovietica all'inizio degli anni trenta del XX secolo. Il suo progetto e la realizzazione del suo primo prototipo furono realizzati dagli studenti dell'Istituto di Aviazione di Charkiv («KhAI»), sotto la guida del professor Iosif Grigor'evyč Neman; per questa ragione è possibile trovare fonti che indichino il velivolo con il nome di Neman KhAI-1 (in russo Неман ХАИ-1?).
Il KhAI-1 fu il primo aereo da trasporto passeggeri realizzato in Unione Sovietica ad impiegare il carrello d'atterraggio di tipo retrattile ed era in grado di raggiungere velocità superiori a quelle degli aerei da caccia all'epoca in servizio.
L'aereo, realizzato in 45 esemplari, fu impiegato prevalentemente dall'Aeroflot mentre una versione progettata per l'impiego militare, denominata KhAI-1VV non incontrò il favore delle autorità e non fu mai realizzata in serie.

## Storia del progetto
Il progetto dello KhAI-1 nacque sul finire degli anni venti, in un periodo nel quale l'aviazione civile russa era alla ricerca di aerei passeggeri veloci da immettere sulle tratte commerciali, tanto a breve quanto a lungo raggio; per raggiungere questo obiettivo era necessario realizzare velivoli di nuova concezione che superassero il concetto degli aerei allora più diffusi, quali il Kalinin K-5 o il Putilov Stal-2.
Iosif Neman, che malgrado la giovane età si era dedicato già da tempo allo studio delle esperienze aerodinamiche maturate nel mondo dell'aviazione, era alla guida del dipartimento delle strutture aeronautiche dell'Istituto di Aviazione di Charkiv e sfruttò la progettazione del nuovo velivolo come metodo di formazione per gli specialisti aeronautici basandosi sul principio del lavoro collettivo di studenti e ingegneri del Settore della Ricerca Scientifica dell'ateneo.
La configurazione scelta dal team dei progettisti si concretizzò in un monoplano ad ala bassa; ciò permise di utilizzare la soluzione del carrello d'atterraggio di tipo retrattile, con ritrazione delle ruote verso il centro della fusoliera. La struttura, allo scopo di utilizzare materiali poco dispendiosi, fu realizzata interamente in legno e il rivestimento in compensato.
Il prototipo del KhAI-1 fu portato in volo l'8 Ottobre del 1932; almeno una fonte indica che si trattò del secondo velivolo al mondo dotato di carrello retrattile, anticipato (nel febbraio del 1931) soltanto dal Lockheed L-9 Orion. In Europa sarebbe stato seguito, dopo un paio di mesi, dall'Heinkel He 70.

## Tecnica
Il Kharkiv KhAI-1 era un monoplano ad ala bassa dalla struttura lignea, con rivestimento di compensato con impiallacciatura in tessuto di cotone. La fusoliera aveva ampia sezione circolare ed ospitava sei passeggeri disposti su tre file, delle quali la prima era rivolta verso la poppa del velivolo; nel prototipo erano presenti cinque finestre rettangolari per ciascun lato, portate a sei negli esemplari di serie. La cabina di pilotaggio, monoposto, era leggermente sopraelevata e poteva essere completamente ricoperta con un tettuccio vetrato; alle spalle del pilota la cabina proseguiva in una carenatura dorsale che correva lungo la fusoliera, alla quale si raccordava completamente solo circa a metà della sua lunghezza.
L'ala aveva bordo d'entrata rastremato verso poppa e bordo d'uscita completamente dritto. Nello spessore venivano alloggiate le ruote e gli elementi anteriori del carrello d'atterraggio; il cono di coda della fusoliera terminava con un impennaggio di tipo classico, al di sotto del quale si trovava il pattino d'atterraggio.
La propulsione del velivolo era affidata ad un motore radiale Shvetsov M-22; si trattava di un motore a nove cilindri disposti su una singola stella e raffreddati ad aria, in grado di sviluppare la potenza di 480 CV (353 kW). A conferma della cura aerodinamica posta nella progettazione del velivolo, le teste dei cilindri erano iscritte in un anello Townend utile sia per ridurre la resistenza che per incrementare il flusso d'aria destinato alle alettature dei cilindri.

## Impiego operativo

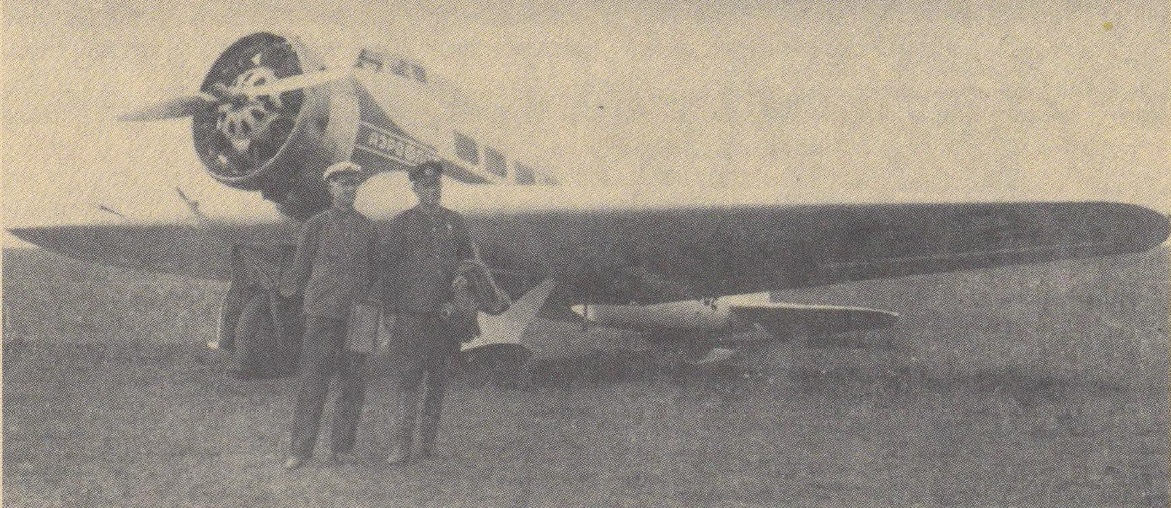
Un KhAI-1 con i colori dell'Aeroflot in una foto risalente al gennaio del 1932.

Il Kharkiv KhAI-1 fu impiegato dall'Aeroflot sulle diverse tratte interne, tra le quali quelle che collegavano la città di Mosca con Kharkov, Mineral'nye Vody, Rostov sul Don, Krasnodar e Sinferopoli.
All'epoca il KhAI-1 si affermò come il più veloce ed economico velivolo in servizio con l'Aeroflot; la sua velocità di crociera superava di oltre il 50% quella del K-5 fino ad allora in servizio.
Malgrado la comparsa di velivoli più veloci, e dalla struttura interamente metallica, il KhAI-1 rimase in servizio con l'Aeroflot fino alla fine del 1940.

## Versioni
- KhAI-1: aereo di linea, per il trasporto di sei passeggeri;
  - KhAI-1VV: variante militare biposto, proposta per l'addestramento degli equipaggi dei bombardieri; il secondo abitacolo era realizzato circa a metà della fusoliera. Ne furono realizzati solamente due esemplari, per trasformazione dalla versione originaria. Era previsto un carico di 200 kg di bombe ed un armamento difensivo di due mitragliatrici (di cui una fissa ed una brandeggiabile nel posto del navigatore). L'aereo non venne però preso in carico dalla V-VS.

## Utilizzatori
Unione Sovietica
- Aeroflot

### Annotazioni
1. ↑  La denominazione del velivolo deriva da quella dell'istituto che ne curò il progetto: in russo «Харьковский Авиационный Институт» la cui traslitterazione effettuata secondo il sistema britannico utilizzato dalla fonte considerata risulta «Kharkovsky Aviatsionny Institut». Non è chiaro, tuttavia, perché le fonti attribuiscano al velivolo il nome Kharkiv piuttosto che Kharkov.
2. ↑  La città di Charkiv (in ucraino Харків?, in russo Харьков?, Char'kov), oggi è in Ucraina, ma era all'epoca parte dell'URSS.
3. ↑  In alfabeto cirillico Ио́сиф Григо́рьевич Не́ман.
4. ↑  Dal russo «Военный Вариант», traslitterato «Voennyj Variant»
5. ↑  In russo «Научно-исследовательском секторе», traslitterato «Naučno-issledovatel'skom sektore» (in sigla, «NIS»).
6. ↑  Fino al mese di marzo del 1932 identificata esclusivamente come Flotta Aerea Civile («Гражданского Bоздушного Флота»)

### Fonti
1. 1 2  Gunston, 1995, pp. 148-9.
2. 1 2 3 4 5 6 7 8 9 10  Неман ХАИ-1, in «Уголок неба» (Angolo di Cielo).
3. 1 2 3 4 5  ХАИ-1, in «Русский Портал» (Portale Russo).